# Maiden England World Tour
Maiden England World Tour è una tournée del gruppo musicale britannico Iron Maiden intrapresa dal 2012 al 2014.

## Notizie generali
Il Maiden England World Tour è il tour commemorativo dell'album Seventh Son of a Seventh Son e riprende in parte la scaletta suonata dalla band nel 1988 durante il Seventh Tour of a Seventh Tour. Il nome è ripreso dal VHS Maiden England pubblicato nel 1989 e ripubblicato nel 2013 con il titolo Maiden England '88. La tournée ha avuto inizio negli Stati Uniti d'America il 21 giugno 2012 e ha visto la band Inglese calcare i palchi di città americane e canadesi che non venivano visitate da anni dalla band stessa, la scenografia è stata ampliata rispetto a quella del 1988 con l'aggiunta di effetti di luce e giochi pirotecnici. Il 12 febbraio 2014 gli Iron Maiden annunciano il loro ritorno in Lussemburgo, dopo 31 anni di assenza, per uno show.

## Date e tappe
| Data                                                   | Città                                                  | Stato                                                  | Luogo                                                  |                                                        |                                                        |
| Nord America (Maiden England North American Tour 2012) | Nord America (Maiden England North American Tour 2012) | Nord America (Maiden England North American Tour 2012) | Nord America (Maiden England North American Tour 2012) | Nord America (Maiden England North American Tour 2012) | Nord America (Maiden England North American Tour 2012) |
| ------------------------------------------------------ | ------------------------------------------------------ | ------------------------------------------------------ | ------------------------------------------------------ | ------------------------------------------------------ | ------------------------------------------------------ |
| 21 giugno 2012                                         | Charlotte                                              | Stati Uniti                                            | Verizon Wireless Amphitheatre                          |                                                        |                                                        |
| 23 giugno 2012                                         | Atlanta                                                | Stati Uniti                                            | Aarons Amphitheatre at Lakewood                        |                                                        |                                                        |
| 26 giugno 2012                                         | Boston                                                 | Stati Uniti                                            | Comcast Center                                         |                                                        |                                                        |
| 27 giugno 2012                                         | Wantagh                                                | Stati Uniti                                            | Jones Beach                                            |                                                        |                                                        |
| 29 giugno 2012                                         | Filadelfia                                             | Stati Uniti                                            | Susquehanna Bank Center                                |                                                        |                                                        |
| 30 giugno 2012                                         | Washington                                             | Stati Uniti                                            | Jiffy Lube Live                                        |                                                        |                                                        |
| 2 luglio 2012                                          | Newark                                                 | Stati Uniti                                            | Prudential Center                                      |                                                        |                                                        |
| 4 luglio 2012                                          | Milwaukee                                              | Stati Uniti                                            | Marcus Amphitheater                                    |                                                        |                                                        |
| 5 luglio 2012                                          | Chicago                                                | Stati Uniti                                            | First Midwest Bank Amphitheater                        |                                                        |                                                        |
| 7 luglio 2012                                          | Ottawa                                                 | Canada                                                 | Bluesfest                                              |                                                        |                                                        |
| 8 luglio 2012                                          | Québec                                                 | Canada                                                 | Colisee Pepsi Arena                                    |                                                        |                                                        |
| 11 luglio 2012                                         | Montréal                                               | Canada                                                 | Bell Centre                                            |                                                        |                                                        |
| 13 luglio 2012                                         | Toronto                                                | Canada                                                 | Molson Amphitheater                                    |                                                        |                                                        |
| 14 luglio 2012                                         | Sarnia                                                 | Canada                                                 | Bayfest                                                |                                                        |                                                        |
| 16 luglio 2012                                         | Buffalo                                                | Stati Uniti                                            | Darien Lake Performing Arts Center                     |                                                        |                                                        |
| 18 luglio 2012                                         | Detroit                                                | Stati Uniti                                            | DTE Music Theatre                                      |                                                        |                                                        |
| 19 luglio 2012                                         | Indianapolis                                           | Stati Uniti                                            | Klipsch Music Center                                   |                                                        |                                                        |
| 21 luglio 2012                                         | Cadott                                                 | Stati Uniti                                            | Rock Fest                                              |                                                        |                                                        |
| 24 luglio 2012                                         | Winnipeg                                               | Canada                                                 | MTS Center                                             |                                                        |                                                        |
| 26 luglio 2012                                         | Calgary                                                | Canada                                                 | Scotiabank Saddledome                                  |                                                        |                                                        |
| 27 luglio 2012                                         | Edmonton                                               | Canada                                                 | Rexall Place                                           |                                                        |                                                        |
| 29 luglio 2012                                         | Vancouver                                              | Canada                                                 | Pacific Coliseum                                       |                                                        |                                                        |
| 30 luglio 2012                                         | Seattle                                                | Stati Uniti                                            | White River Amphitheatre                               |                                                        |                                                        |
| 1º agosto 2012                                         | Salt Lake City                                         | Stati Uniti                                            | USANA Amphitheatre                                     |                                                        |                                                        |
| 3 agosto 2012                                          | San Francisco                                          | Stati Uniti                                            | Shoreline Amphitheatre                                 |                                                        |                                                        |
| 4 agosto 2012                                          | Sacramento                                             | Stati Uniti                                            | Sleep Train Amphitheater                               |                                                        |                                                        |
| 6 agosto 2012                                          | Phoenix                                                | Stati Uniti                                            | Ashley Furniture HomeStore Pavilion                    |                                                        |                                                        |
| 9 agosto 2012                                          | Irvine                                                 | Stati Uniti                                            | Verizon Wireless Amphitheatre                          |                                                        |                                                        |
| 10 agosto 2012                                         | Irvine                                                 | Stati Uniti                                            | Verizon Wireless Amphitheatre                          |                                                        |                                                        |
| 12 agosto 2012                                         | Albuquerque                                            | Stati Uniti                                            | Hard Rock Pavilion                                     |                                                        |                                                        |
| 13 agosto 2012                                         | Denver                                                 | Stati Uniti                                            | Comfort Dental Amphitheatre                            |                                                        |                                                        |
| 15 agosto 2012                                         | San Antonio                                            | Stati Uniti                                            | AT&T Center                                            |                                                        |                                                        |
| 17 agosto 2012                                         | Dallas                                                 | Stati Uniti                                            | Gexa Energy Pavilion                                   |                                                        |                                                        |
| 18 agosto 2012                                         | Houston                                                | Stati Uniti                                            | The Woodlands                                          |                                                        |                                                        |
| Europa (Maiden England Tour 2013)                      |                                                        |                                                        |                                                        |                                                        |                                                        |
| 27 maggio 2013                                         | Bilbao                                                 | Spagna                                                 | Bilbao Exhibition Centre                               |                                                        |                                                        |
| 29 maggio 2013                                         | Lisbona                                                | Portogallo                                             | Atlantic Pavilion                                      |                                                        |                                                        |
| 31 maggio 2013                                         | Madrid                                                 | Spagna                                                 | Miguel Rios Auditorium                                 |                                                        |                                                        |
| 1º giugno 2013                                         | Barcellona                                             | Spagna                                                 | Parc Del Forum                                         |                                                        |                                                        |
| 5 giugno 2013                                          | Parigi                                                 | Francia                                                | Bercy                                                  |                                                        |                                                        |
| 8 giugno 2013                                          | Milano                                                 | Italia                                                 | Arena Fiera Rho                                        |                                                        |                                                        |
| 9 giugno 2013                                          | Amnéville                                              | Francia                                                | Snowhall Park                                          |                                                        |                                                        |
| 11 giugno 2013                                         | Francoforte sul Meno                                   | Germania                                               | Festhalle                                              |                                                        |                                                        |
| 12 giugno 2013                                         | Francoforte sul Meno                                   | Germania                                               | Festhalle                                              |                                                        |                                                        |
| 15 giugno 2013                                         | Londra                                                 | Regno Unito                                            | Download Festival                                      |                                                        |                                                        |
| 18 giugno 2013                                         | Berlino                                                | Germania                                               | O2 World                                               |                                                        |                                                        |
| 19 giugno 2013                                         | Amburgo                                                | Germania                                               | O2 World                                               |                                                        |                                                        |
| 21 giugno 2013                                         | Graz                                                   | Austria                                                | Seerock Festival                                       |                                                        |                                                        |
| 22 giugno 2013                                         | Zurigo                                                 | Svizzera                                               | Hallenstadion                                          |                                                        |                                                        |
| 25 giugno 2013                                         | Amsterdam                                              | Paesi Bassi                                            | Ziggo Dome                                             |                                                        |                                                        |
| 27 giugno 2013                                         | Bratislava                                             | Slovacchia                                             | Piešťany                                               |                                                        |                                                        |
| 29 giugno 2013                                         | Singen                                                 | Germania                                               | Open Air Arena                                         |                                                        |                                                        |
| 30 giugno 2013                                         | Dessel                                                 | Belgio                                                 | Graspop Metal Meeting                                  |                                                        |                                                        |
| 3 luglio 2013                                          | Łódź                                                   | Polonia                                                | Atlas Arena                                            |                                                        |                                                        |
| 4 luglio 2013                                          | Danzica                                                | Polonia                                                | Ergo Arena                                             |                                                        |                                                        |
| 6 luglio 2013                                          | Oberhausen                                             | Germania                                               | Open Air an der KöPi-Arena                             |                                                        |                                                        |
| 10 luglio 2013                                         | Malmö                                                  | Svezia                                                 | Malmö Stadion                                          |                                                        |                                                        |
| 13 luglio 2013                                         | Stoccolma                                              | Svezia                                                 | Friends Arena                                          |                                                        |                                                        |
| 16 luglio 2013                                         | San Pietroburgo                                        | Russia                                                 | Arena (Ice Palace)                                     |                                                        |                                                        |
| 18 luglio 2013                                         | Mosca                                                  | Russia                                                 | Olimpyski Stadium                                      |                                                        |                                                        |
| 20 luglio 2013                                         | Helsinki                                               | Finlandia                                              | Helsinki’s Olympic Stadium                             |                                                        |                                                        |
| 26 luglio 2013                                         | Istanbul                                               | Turchia                                                | BJK Inonu Stadium                                      |                                                        |                                                        |
| 24 luglio 2013                                         | Bucarest                                               | Romania                                                | Piața Constituției                                     |                                                        |                                                        |
| 29 luglio 2013                                         | Praga                                                  | Rep. Ceca                                              | Synot Tip Arena                                        |                                                        |                                                        |
| 30 luglio 2013                                         | Zagabria                                               | Croazia                                                | Zagreb Arena                                           |                                                        |                                                        |
| 3 agosto 2013                                          | Londra                                                 | Regno Unito                                            | O2 Arena                                               |                                                        |                                                        |
| 4 agosto 2013                                          | Londra                                                 | Regno Unito                                            | O2 Arena                                               |                                                        |                                                        |
| America (Maiden England Tour 2013)                     |                                                        |                                                        |                                                        |                                                        |                                                        |
| 3 settembre 2013                                       | Raleigh                                                | Stati Uniti                                            | Time Warner Cable Music Pavilion                       |                                                        |                                                        |
| 5 settembre 2013                                       | Nashville                                              | Stati Uniti                                            | Bridgestone Arena                                      |                                                        |                                                        |
| 7 settembre 2013                                       | Kansas City                                            | Stati Uniti                                            | Sprint Center                                          |                                                        |                                                        |
| 8 settembre 2013                                       | Saint Louis                                            | Stati Uniti                                            | Verizon Wireless Amphitheatre                          |                                                        |                                                        |
| 10 settembre 2013                                      | Austin                                                 | Stati Uniti                                            | Austin 360 Amphitheater                                |                                                        |                                                        |
| 12 settembre 2013                                      | Las Vegas                                              | Stati Uniti                                            | Mandalay Bay Events Center                             |                                                        |                                                        |
| 13 settembre 2013                                      | San Bernardino                                         | Stati Uniti                                            | San Manuel Amphitheatre                                |                                                        |                                                        |
| 17 settembre 2013                                      | Città del Messico                                      | Messico                                                | Foro Sol Stadium                                       |                                                        |                                                        |
| Sud America (Maiden England Tour 2013)                 |                                                        |                                                        |                                                        |                                                        |                                                        |
| 20 settembre 2013                                      | San Paolo                                              | Brasile                                                | Jockey Club                                            |                                                        |                                                        |
| 22 settembre 2013                                      | Rio de Janeiro                                         | Brasile                                                | Rock in Rio                                            |                                                        |                                                        |
| 24 settembre 2013                                      | Curitiba                                               | Brasile                                                | Bio Parque                                             |                                                        |                                                        |
| 27 settembre 2013                                      | Buenos Aires                                           | Argentina                                              | Estadio Monumental Antonio Vespucio Liberti            |                                                        |                                                        |
| 29 settembre 2013                                      | Asunción                                               | Paraguay                                               | Jockey Club                                            |                                                        |                                                        |
| 2 ottobre 2013                                         | Santiago del Cile                                      | Cile                                                   | Estadio Nacional de Chile                              |                                                        |                                                        |
| Europa (Maiden England Tour 2014)                      |                                                        |                                                        |                                                        |                                                        |                                                        |
| 27 maggio 2014                                         | Barcellona                                             | Spagna                                                 | Palau San Jordi                                        |                                                        |                                                        |
| 29 maggio 2014                                         | Bilbao                                                 | Spagna                                                 | Bilbao Exhibition Centre                               |                                                        |                                                        |
| 31 maggio 2014                                         | Nimega                                                 | Paesi Bassi                                            | Fortarock Festival                                     |                                                        |                                                        |
| 1º giugno 2014                                         | Bologna                                                | Italia                                                 | Rock in Idro                                           |                                                        |                                                        |
| 3 giugno 2014                                          | Budapest                                               | Ungheria                                               | Budapest Arena                                         |                                                        |                                                        |
| 5 giugno 2014                                          | Adenau                                                 | Germania                                               | Rock am Ring                                           |                                                        |                                                        |
| 8 giugno 2014                                          | Brno                                                   | Rep. Ceca                                              | Brno Velodrom                                          |                                                        |                                                        |
| 9 giugno 2014                                          | Norimberga                                             | Germania                                               | Rock im Park                                           |                                                        |                                                        |
| 11 giugno 2014                                         | Copenaghen                                             | Danimarca                                              | Copenhell Festival                                     |                                                        |                                                        |
| 13 giugno 2014                                         | Interlaken                                             | Svizzera                                               | Greenfield Festival                                    |                                                        |                                                        |
| 14 giugno 2014                                         | Nickelsdorf                                            | Austria                                                | Nova Rock Festival                                     |                                                        |                                                        |
| 16 giugno 2014                                         | Sofia                                                  | Bulgaria                                               | Arena Armeets                                          |                                                        |                                                        |
| 17 giugno 2014                                         | Belgrado                                               | Serbia                                                 | Kalemegdan                                             |                                                        |                                                        |
| 20 giugno 2014                                         | Clisson                                                | Francia                                                | Hellfest                                               |                                                        |                                                        |
| 24 giugno 2014                                         | Poznań                                                 | Polonia                                                | Stadion Miejski                                        |                                                        |                                                        |
| 26 giugno 2014                                         | Norrköping                                             | Svezia                                                 | Bravalla Festival                                      |                                                        |                                                        |
| 28 giugno 2014                                         | Bergen                                                 | Norvegia                                               | Bergen Calling Festival                                |                                                        |                                                        |
| 1º luglio 2014                                         | Roeser                                                 | Lussemburgo                                            | Rock-A-Field Festival Ground                           |                                                        |                                                        |
| 3 luglio 2014                                          | Arras                                                  | Francia                                                | Main Square Festival                                   |                                                        |                                                        |
| 5 luglio 2014                                          | Knebworth                                              | Regno Unito                                            | Sonisphere Festival                                    |                                                        |                                                        |

## Formazione
Gruppo
- Bruce Dickinson – voce
- Dave Murray – chitarra
- Janick Gers – chitarra
- Adrian Smith – chitarra, cori
- Steve Harris – basso, cori
- Nicko McBrain – batteria

Altri musicisti
- Michael Kenney – tastiera